# Saison cyclonique 2006 dans l'océan Pacifique central
La saison cyclonique 2006 dans le Nord de l'océan Pacifique central a lieu du 1er juin 2006 au 30 novembre 2006, selon la définition de l'Organisation météorologique mondiale.

## Noms des tempêtes
Pour les cyclones dans former entre la Pacifique central-nord, la liste des noms qui sera utilisée pour nommer les tempêtes qui se formeront dans le bassin cyclonique de l'océan Pacifique central-nord en quatre listes pour toutes les années.
Voir aussi Saison cyclonique 2006 dans le nord-est de l'océan Pacifique et Saison cyclonique 2006 dans le nord-ouest de l'océan Pacifique pour autres noms.
| - Alika (en 2002) - Ele (en 2002) - Huko (en 2002) | - Ioke - Kika - Lana | - Maka - Neki - Oleka | - Peni - Ulia - Wali |